# Banco di Desio e della Brianza
Il Banco di Desio e della Brianza S.p.A. (brevemente Banco Desio) è un istituto di credito italiano con sede a Desio.
L'istituto si avvale della collaborazione di 2 141 dipendenti e dispone di una rete distributiva composta da 280 sportelli diffusi prevalentemente in Lombardia e in altre regioni del Nord e Centro Italia.
Dal 1995 è quotata alla Borsa di Milano (Borsa Italiana: BDB) dove è presente nell'indice FTSE Italia Small Cap.

## Storia
Fondata nel 1909 come Cassa Rurale di Desio dall'ingegner Egidio Gavazzi, assume la denominazione di Banco di Desio nel 1925, trasformandosi in società anonima e aprendo la prima filiale a Nova Milanese.
Nel 1967 raddoppia la propria presenza sul territorio, arrivando a 21 filiali, per effetto della fusione per incorporazione della Banca della Brianza di Carate Brianza.
Nella seconda metà degli anni 1980, abbandonata la sede storica per la nuova struttura di via Rovagnati a Desio, il Banco occupa oltre 600 dipendenti con 29 filiali in Lombardia.
Nel 1995 Banco Desio viene quotata alla Borsa di Milano (Borsa Italia: BDB). 
Nel 1999 il Banco assume le redini della società di gestione del risparmio Anima e inaugura a Firenze la prima filiale in Toscana.
Nel 2005, a Piacenza, viene aperta la centesima filiale del Banco. Nel 2007 Fides S.p.A., società specializzata nelle cessione del quinto entra a far parte del Gruppo. Nel 2009 Il Gruppo compie 100 anni con 161 filiali e 1774 dipendenti.
Al 4 febbraio 2011 risulta essere la quindicesima banca italiana nella classifica delle 15 banche più capitalizzate quotate sulla Borsa italiana. Nel giugno 2012 Tommaso Cartone è nominato amministratore delegato.
Nel 2014, con l'ingresso della Banca Popolare di Spoleto, Il Gruppo Banco Desio ha una rete distributiva di circa 280 filiali in dieci regioni nel Centro e nel Nord d'Italia. Nel dicembre 2018 la Popolare di Spoleto viene fusa per incorporazione nel Banco Desio con un rapporto di concambio di un'azione Banco Desio ogni cinque della Popolare di Spoleto; la fusione diventa efficace il 1º luglio 2019.
Banco di Desio e della Brianza acquisirà da BPER Banca due rami d'azienda concernenti quaranta sportelli bancari di Banca Carige e otto del Banco di Sardegna. Tale operazione è frutto di un accordo, sottoscritto nel giugno 2022, volto a prevenire eventuali procedimenti antitrust nell'ambito del processo di acquisizione della quota di maggioranza di Banca Carige da parte di BPER Banca.

## Azionariato
Al 23.04.2020 i detentori principali di partecipazioni in Banco Desio superiori al 5% sono per un totale di 122 745 289 azioni ordinarie con le seguenti percentuali:
| Azionista                                                   | Quota di possesso |
| ----------------------------------------------------------- | ----------------- |
| Brianza Unione di Luigi Gavazzi e Stefano Lado S.p.A.       | 50,44%            |
| Avocetta S.p.A.                                             | 8,20%             |
| Lado Stefano (di cui 4,33% tramite Vega Finanziaria S.p.A.) | 7,53%             |

Per le azioni di risparmio il totale è di 13 202 000 azioni e le percentuali di possesso sono:
| Azionista                                                   | Quota di possesso |
| ----------------------------------------------------------- | ----------------- |
| Brianza Unione di Luigi Gavazzi E Stefano Lado S.p.A.       | 44,69%            |
| Avocetta S.p.A.                                             | 10,62%            |
| Lado Stefano (di cui 4,33% tramite Vega Finanziaria S.p.A.) | 5,94%             |
| Averla S.r.l.                                               | 5,35%             |

## Dati principali
Nel 2019 il Gruppo ha realizzato un utile netto consolidato pari a 40,2 milioni di Euro (+13,9% rispetto al 2018) a fronte di un margine di intermediazione di 389,8 milioni di Euro.
La raccolta complessiva è salita dell’8% attestandosi a 26,8 miliardi di euro a fronte di un volume di impieghi verso la clientela pari a 9,6 miliardi (-0,5% sul 2018).
Il rapporto tra crediti deteriorati netti e impieghi netti e al 3,6% rispetto al 4,2% del 2018
Sempre nel 2019 il Gruppo presenta un CET1 ratio pari a 12,97% che posiziona il Banco tra i più affidabili nel panorama bancario italiano.